# Jules Hannezo
Pour les articles homonymes, voir Hannezo.
Jules Hannezo (1855-1922), est un voyageur, un diplomate et un écrivain français qui a en particulier écrit sur ses voyages ainsi que sur le département de l'Ain, entre autres dans le cadre de travaux de la société savante Le Bugey.

## Biographie
Il a notamment voyagé en Inde, en Chine et au Japon. Il a été chef du service commercial des Messageries maritimes de 1876 à 1883 puis vice-consul à Colombo de 1883 à 1884.

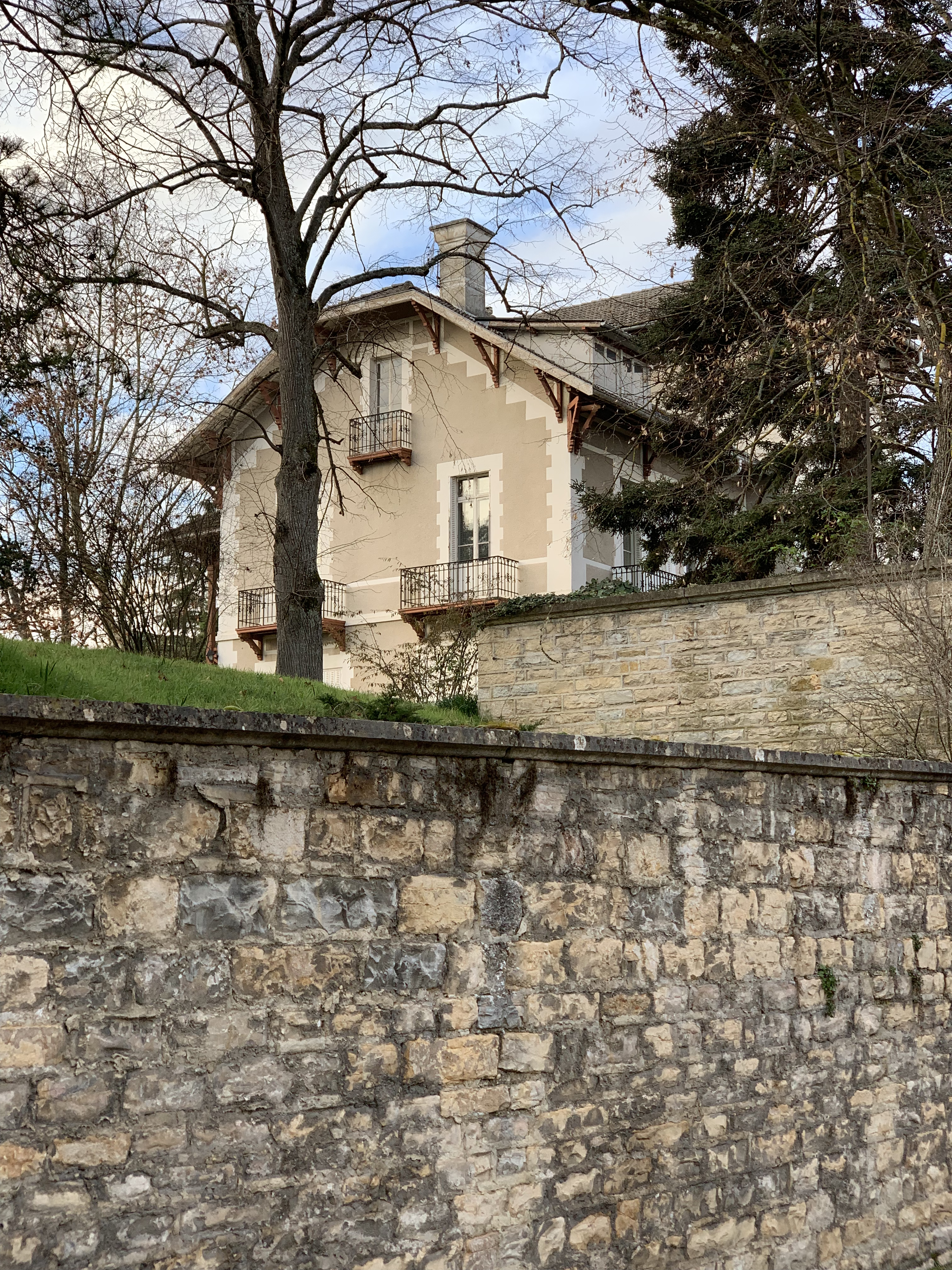
Vue du Chalet Joliette en 2019.

Il a été membre de diverses sociétés savantes entre autres relatives au département de l'Ain auxquelles il contribuait depuis l'un de ses domiciles, le chalet Joliette à Beynost,.

## Œuvres
- Jules Hannezo, Les Poypes des deux Bresses, de la Dombes et des régions voisines, synthèse descriptive, historique et géographique : Mémoire adressé au cinquante-troisième congrès des Sociétés savantes de France à Strasbourg et commenté dans la séance du 25 mai 1920., 1920, 44 p. (ISBN 2329066465, BNF 34090313, lire en ligne), p. 31-32